# Gérard de Milleville
Gérard-Paul-Louis-Marie de Milleville CSSp (* 27. Mai 1912 in Londinières, Haute-Normandie, Frankreich; † 12. Januar 2007) war Erzbischof von Conakry.

## Leben
Gérard de Milleville trat dem Orden der Spiritaner bei und wurde dort am 26. August 1939 zum Priester geweiht und ging danach als Missionar nach Guinea.
Am 8. Mai 1955 erfolgte die Ernennung zum Apostolischen Vikar von Conakry und gleichzeitig zum Titularbischof von Dalisandus in Pamphylia und zum Apostolischen Vikar von Conakry ernannt. Die Bischofsweihe erhielt er durch den Erzbischof von Rouen, Joseph-Marie-Eugène Martin. Mit der Erhebung des Apostolischen Vikariates Conakry zum Erzbistum durch Pius XII. wurde de Milleville am 14. September 1955 zum Erzbischof ernannt. Am 10. März 1962 trat de Milleville von seinem Amt zurück. Er wurde Titularerzbischof von Gabala. 
1964 wurde er Weihbischof in Fortaleza, Brasilien; zudem ab 29. Januar 1968 Apostolischer Administrator von Basse-Terre und Pointe-à-Pitre auf Guadeloupe, Kleine Antillen. Am 5. Oktober 1970 wurde sein Rücktrittsgesuch als Apostolischer Administrator von Paul VI. angenommen, 1984 trat er auch als Weihbischof in Fortaleza zurück.